# Apple Music
Apple Music je hudební streamovací služba americké společnosti Apple. Uživatelé si skladby streamují – stahují při současném poslechu. Součástí služby je také nepřetržitě vysílající internetové rádio Beats 1 a blogovací platforma Connect pro interprety ke sdílení obsahu s fanoušky. Apple Music také nabízí hudební doporučení která jsou založena na uživatelském vkusu a která jsou propojena s hlasovou asistentkou Siri.

## Celkový přehled

Ikona aplikace.

Apple oznámil na Apple Worldwide Developers Conference, že služba bude spuštěna koncem června 2015 a že bude po první 3 měsíce zdarma. Poté služba v USA vyjde na 9,99 USD za měsíc.
Uživatel si nejdříve zvolí skladbu k poslechu přímo na zařízení a ta se začne přes internet stahovat a zároveň přehrávat (streamovat) do zařízení. Uživatel si takovou skladbu může i uložit do paměti aby k ní měl offline přístup. Služba se také snaží vytvářet doporučení pro poslech určitých skladeb na základě uživatelského vkusu který uživatel definuje při spuštění služby a dále je vypozorováván podle toho co uživatel poslouchá. Vzhledem k tomu že cena Apple Music i obsáhlost hudební knihovny je srovnatelná s ostatními službami, Apple Music se chce odlišit další přidanou hodnotou a exkluzivním obsahem.
Součástí Apple Music je také internetové rádio Beats 1 hrající nepřetržitě ve 100 státech ve kterých je k dispozici Apple Music. Výběr skladeb mají na starosti DJ Zane Lowe (bývalý DJ na BBC 1 rádiu), hip hop DJ Ebro Darden, a Julie Adenuga. Další součást je blogovací platforma Connect, kde interpreti sdílí určitý obsah s fanoušky. Apple Music je také svázáno s hlasovou asistentkou Siri. Je možné zadávat hlasové příkazy pro přehrání určité skladby, nebo i obecnější zadání, jako například nechat přehrát nejlepší skladby žebříčku v určitém období nebo nechat vyhledat skladbu např. z filmu Selma a dalších. Toto platí pro jazyky do kterých je Siri lokalizována.
Aplikace Apple Music má několik záložek (tabů), záložka „Pro Vás“ uživateli doporučuje hudbu k poslechu. Tu nabízí na základě určitých algoritmů, zároveň také výběru a doporučení hudebních expertů. Každý interpret má záložku „Moje Hudba“ kde se sdružují jak nakoupené skladby tak skladby připravené na streaming.

## Historie
Ještě před Apple Music byla společnost stojící za zrodem produktů iPod a iTunes známá pro převrat na poli digitální hudby. Bývalý ředitel společnosti Steve Jobs byl dříve proti myšlence hudby skrze předplatné. Po určité době neurčitých zpráv a očekávání ze strany veřejnosti, Apple v roce 2015 na červnové konferenci Worldwide Developers Conference představuje Apple Music s plánem na spuštění služby na konci měsíce. Oznámení provázelo typické one more thing, tentokrát z úst Tima Cooka. Rozjezd služby byl potvrzen i generálním ředitelem Sony Music Dougem Morrisem který se navíc vyjádřil očekávání, že služba navrátí do hudebního průmyslu vysokou finanční prosperitu kterou míval a že marketingem podpořená nová služba bude mít „halo efekt“ na trh kde bylo Spotify neschopno profitovat. Na pódiu se při uvedení objevil i rapper Drake aby řekl něco o tom jak používá platformu Connect. Apple zároveň zdůraznil že i umělci bez podepsané spolupráce s Apple mohou využívat Connect.
Apple music odstartovala 30. června 2015 ve 100 státech včetně České republiky. Noví uživatelé získají tříměsíční zkušební předplatné, které se poté změní na měsíční s poplatkem. Rodinné předplatné poté umožňuje využívat službu až 6 uživatelům přičemž cena je výhodnější. Apple původně hledal způsob jak vstoupit na trh s ještě nižší cenu, hudební průmysl ovšem takovéto plány přerušil. Službu je možné využívat jak na zařízeních iOS tak i na konkurenčním Androidu.